# 端迫雅俊
端迫 雅俊（はさこ まさとし、1980年6月16日 - ）は、日本の元ラグビー選手。2016年現在トップキュウシュウA九州電力キューデンヴォルテクスのFWコーチを務めている。

## プロフィール
- 熊本県出身[1]。
- ポジションはナンバーエイト(No8)。
- 身長 183cm、体重 101kg
- ニックネームはちゃこ。
- 7人制日本代表に選ばれたことがある[2]。
- 関西代表に選ばれたことがある[3]

## 略歴
1999年、氷川高校卒業後、同志社大学に入る。なお氷川高校時代、高校日本代表に選ばれた。　
2004年、同志社大学卒業後、九州電力キューデンヴォルテクスに加入。
2005年、ワールドゲームズ2005の7人制日本代表に選ばれた。
2014年、現役を引退した。